# Volkswagen Eurovan
O  Eurovan  é um veículo utilitário da Volkswagen. Deixou de ser importado no Brasil em 2001, no entanto, encontra-se em produção na Alemanha.

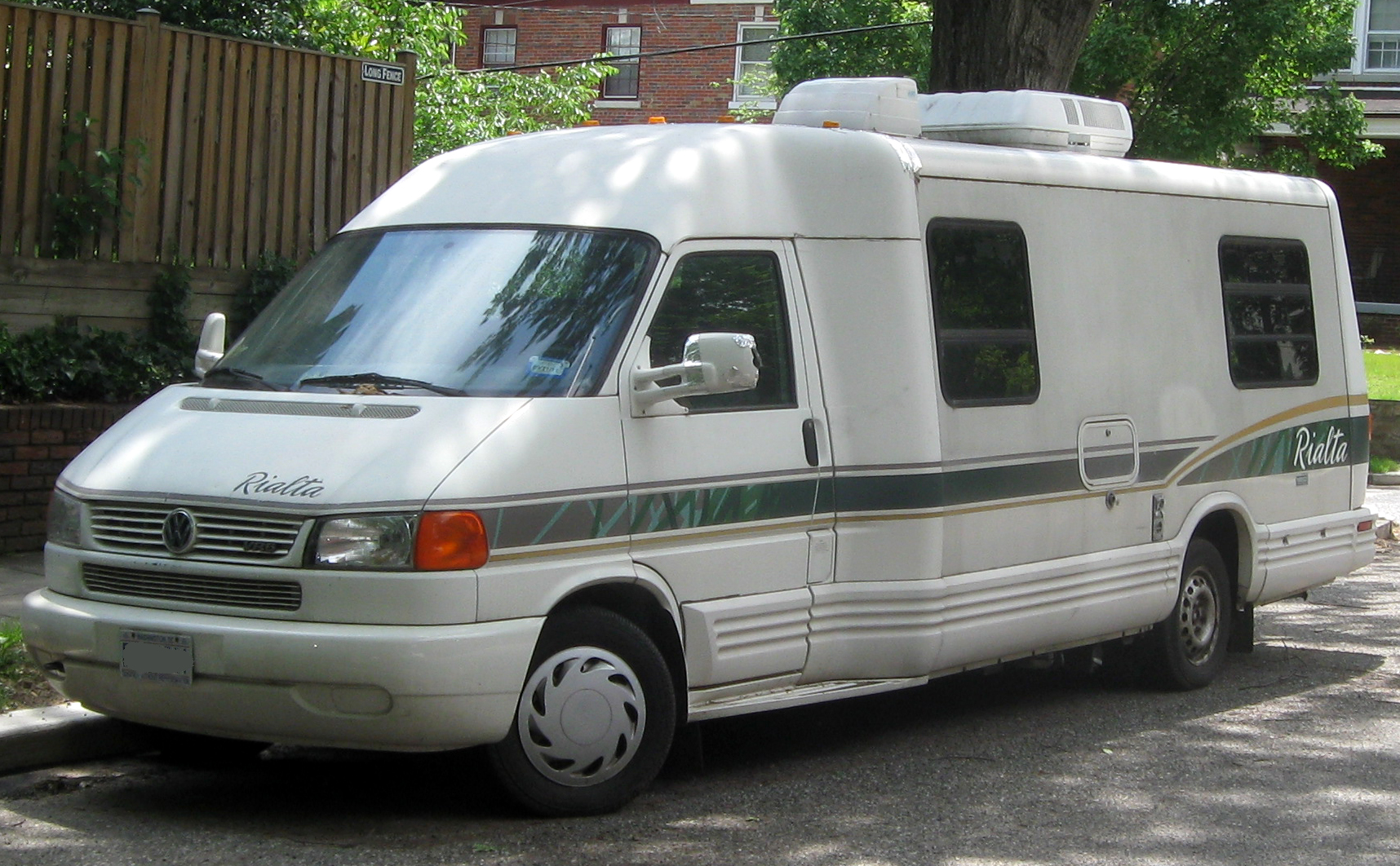
VW Eurovan Rialta Motorhome.